# 山本悌二郎
山本 悌二郎（やまもと ていじろう、明治3年1月10日（1870年2月10日） - 昭和12年（1937年）12月14日）は、日本の政治家、実業家。農林大臣。外務大臣の有田八郎は弟。号は二峯。

## 来歴・人物
新潟県佐渡郡（現・佐渡市）に、漢方医・山本桂の二男として生まれる。明治15年（1882年）に上京し、一時期二松学舎に在籍した後、獨逸学協会学校（現・獨協中学・高等学校）に転校しドイツ語を学ぶ。明治19年（1886年）に同校を卒業後、宮内省給費生としてドイツに留学し、経済学・農芸化学を学ぶ。明治27年（1894年）帰国後は宮内省御料局嘱託、第二高等学校教授、日本勧業銀行鑑定課長を経て、明治33年（1900年）台湾製糖（三井製糖の前身企業の一つ）設立に参画し常務取締役支配人となる。大正10年（1921年）社長に就任。
明治37年（1904年）、第9回衆議院議員総選挙に立憲政友会から旧新潟1区にて立候補し当選する。以後当選11回。政友会内で重鎮として重きをなし、10名程度の派閥を率いていた。昭和2年（1927年）に田中義一内閣で、また昭和6年（1931年）に犬養内閣で、それぞれ農林大臣として入閣する。2度目の入閣のときに農相秘書官を務めたのが、政界デビュー直前の河野一郎である。
国粋主義的な政治思想の持ち主で、晩年には国体明徴運動を熱心に推進していた。また大東文化協会副会頭、第五代会頭も務めた。
昭和12年（1937年）12月14日、大東文化協会玄関で倒れ、脳溢血のため死去、満67歳。墓所は多磨霊園(10-1-3-8)。
昭和の初期、佐渡の旧家にあった大島本源氏物語の売却に際し、前田米蔵、山東誠二郎とともに田中とみなる女性に紹介状を書き、売却を支援したことが知られる。
また、関東を代表する名刀の蒐集家としても知られ、中央刀剣会の会頭も務めた。

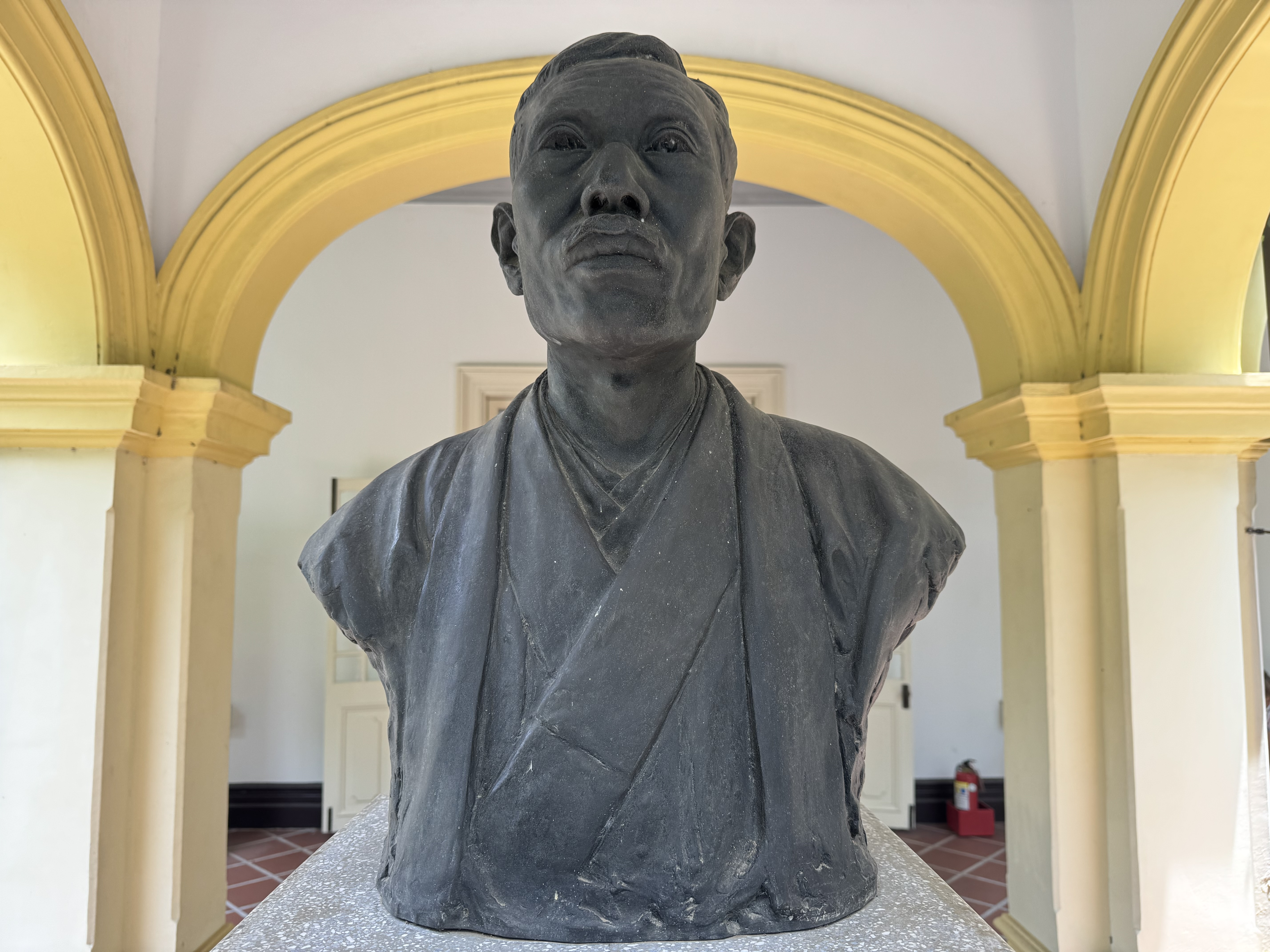
高雄市橋頭区橋頭糖廠山本悌二郎銅像

## 別荘
佐渡島南端の矢島にある悌二郎の別荘。明治44年、悌二郎が東京から宮大工を呼んで３年をかけて建てられ、多種多様な建材や樹種が使用されていることが特徴。藤の間・千鳥の間・風呂場などがある。建材には、明治30年起こった佐渡広域の水害の際に流れ出た流木や曲り木・千石船の舟板・皮付きの丸太など形や大きさがまちまちな物が使われており、また樹種についてもクロガキ・モチノキ・ネズミサシ・桜・すもも・ナツメなど様々な樹種が使用されている。天井材には矢島に自生していた矢竹が使われ、廊下の床はウグイス貼りになっている。
海岸の近くで波風の影響が強く朽ちかけていたが、島に所縁のある女性が令和5年からクラウドファンディング
などで資金を募り一部が修復され、令和6年４月から５０年ぶりに一般公開が始まった。本来の屋根は茅葺であるが損傷が激しく修復が必要であるが、費用と材料が必要なため一時的にトタンで覆って保護してある。
佐渡弥彦米山国定公園内・佐渡ジオパーク内にあるため家屋が崩壊すると再建は不可能である。

## 栄典
- 1927年（昭和2年）12月15日 - 従三位[9]
- 1932年（昭和7年）5月25日 - 正三位[10]
- 1937年（昭和12年）12月14日 - 従二位[11]